# 格鲁吉亚国家科学院

格鲁吉亚国家科学院（英語：Georgian National Academy of Sciences）是格鲁吉亚的最高学术机构，总部位于第比利斯。负责推动自然科学、社会科学及人文科学领域的研究与发展。它于1941年2月10日根据格鲁吉亚苏维埃社会主义共和国人民委员会第183号决议成立，前身为格鲁吉亚科学院。

## 成立与发展
1941年2月10日，格鲁吉亚科学院正式成立，整合了全苏科学院格鲁吉亚分院的9个科研机构，以及格鲁吉亚国家博物馆、地质研究所、I. Beritashvili生理学研究所等，总计14个科研机构,涵盖语言学、生理学、数学、植物学、地质学等领域，分为数学与自然科学系及社会科学系。

## 历任院长
- 尼科洛兹·穆斯克利什维利（1941-1972）
- 伊利亚·维库亚（1972-1977）
- 叶夫根尼·哈拉泽（1978-1986）
- 阿尔伯特·塔夫赫利泽（1987-2004）
- 塔马兹·加姆克列利泽（2005-2013）
- 格奥尔基·克维西塔泽（2013-2023）
- 罗因·梅特雷韦利（2023年6月7日-）